# Stara Wieś (Podłęże)
Stara Wieś – część wsi Podłęże w Polsce, położona w województwie świętokrzyskim, w powiecie pińczowskim, w gminie Pińczów.
W latach 1975–1998 Stara Wieś położona była w województwie kieleckim.